# 10304 Iwaki
10304 Iwaki eller 1989 SY är en asteroid i huvudbältet som upptäcktes den 30 september 1989 av de båda japanska astronomerna Kazuro Watanabe och Kin Endate vid Kitami-observatoriet. Den är uppkallad efter amatörastronomen Masae Iwaki.
Asteroiden har en diameter på ungefär 6 kilometer.